# 王金铭

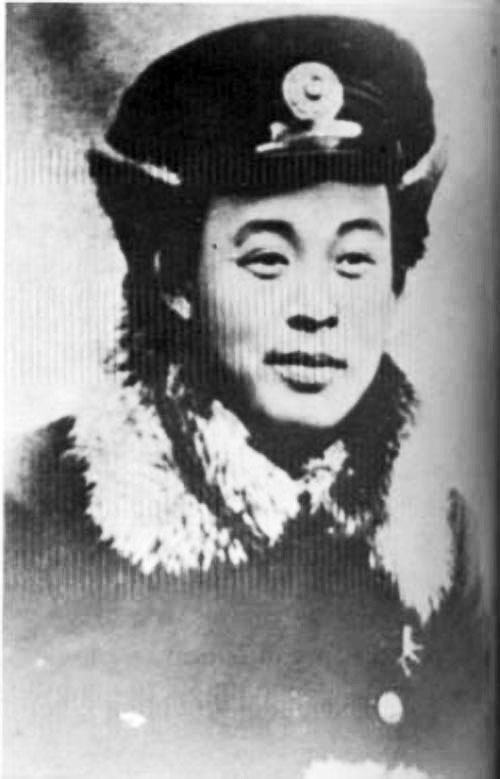

王金铭（1880年—1912年），字子箴。山东省武城县人。清朝军事将领，辛亥革命烈士。

## 生平
王金铭早年加入清朝部队，从士兵累至新军第二十镇二营管带，与同为新军管带的冯玉祥等中下级别军官组织“武学研究会”。1911年，武昌起义爆发，王金铭在滦州与第一营管带施从云联合第二十镇统制张绍曾奏请清政府成立责任内阁；之后又与第六镇统制吴禄贞密谋武装起义，进军丰台，后失败、吴被刺杀。1912年1月3日，王金铭联合施从云等再度起义，成立北方革命军政府，并任大都督，史称“滦州起义”。起义军在进军天津途中战败，王金铭被清军以和谈为名诱捕，并被王怀庆下令处决。